# ターボ1000
ターボ1000は、1997年11月に山佐が発売したパチスロ機。

## 概要
- ビッグボーナスとシングルボーナスの集中を搭載しているA-Cタイプ機種である。レギュラーボーナスは搭載していない。
- 集中は設定6で630分の1、設定1で780分の1の確率で突入する。約150分の1のパンク抽選に当たるかビッグ当選で終了する。
- シングルボーナスが揃うと同時に12連LEDが1から順に点灯していき、10以上で止まれば集中状態であることが確定する。逆に9以下の場合は集中状態でないことが確定する。この集中状態告知はプレイヤーに『欽ちゃんの仮装大賞』の評点をイメージさせたが、開発者インタビューにおいて開発者自らが「実際にそれをイメージして作った」とコメントした。
- ビッグボーナスはリーチ目で察知する。0枚役のクローバーが枠内に4つあればリーチ目。他にも左リールにクローバーをチェリーに見立てたチェリー付きのリーチ目、小役はずれ型のリーチ目、ボーナス図柄の並びなどがある。
- 限定販売だったため、あまり見かけない台であった。
- 一部絵柄をお蔵入り機種『パルサーXXX』から流用している。
- マイナー機種ではあったが12連LEDをはじめてゲーム性に加えたり[注 1]、リーチ目や配当がスピードの元になっていたりと様々な部分で工夫が見られた。

## ボーナス確率・機械割
| 設定 | BIG      | 集中     | 機械割 |
| ---- | -------- | -------- | ------ |
| 1    | 1/390.10 | 1/780.19 | 96.0%  |
| 2    | 1/372.36 | 1/744.73 | 98.0%  |
| 3    | 1/356.17 | 1/712.35 | 100.0% |
| 4    | 1/341.33 | 1/682.67 | 102.0% |
| 5    | 1/327.68 | 1/655.36 | 104.0% |
| 6    | 1/315.08 | 1/630.15 | 106.0% |

※   機械割はメーカー発表のもの